# Filodrillia dulcis
Filodrillia dulcis é uma espécie de gastrópode do gênero Filodrillia, pertencente à família Borsoniidae.